# Алтей
Алте́й (др.-греч. Ἀλθαία — исцеляюсь) — род однолетних или многолетних травянистых растений семейства Мальвовые (Malvaceae). Средиземноморско-паннонско-понтический род.

## Название
Латинское название рода происходит от др.-греч. Ἀλθαία (имя Алфеи, жены Энея (Ойноя) — царя Калидона в древнегреческой мифологии) — такое название растения употребляли Теофраст и Диоскорид.
«Слизь-трава, просвирняк, проскурняк, просвирка, калачики (от подобия семенных головок его), собачья рожа» (В. Даль).
«ПРОСВИРНЯК ПРИЗЕМИСТЫЙ обозначается словами василёк (уф.), калачик (Вел. и Мал. Росс.), копеешник (полт., волог.), простирка, просвирки, проскурник (распр.), просвирник (распр.), перепочка (могил.), расходник (хар.), дикий горох, свиной горох (уф.), дикая репа (ниж.), свиная репа (могил.), слязь (гродн.), и ПРОСВИРНЯК ОБЫКНОВЕННЫЙ — василёк (сел.), грудная трава, грудишник, грудашник (без помет), запонки (Приар. кр.), зинзивей, зинзивер, калачики (повсем,), перепочки (могил.), просвирки (повсем.), проскурки, (малор.), проскурник (малор.), просвирняк (орл.), пряничник (алт.), пышечник, пышечка (тамб., cap.), свиная репа (могил.), рожа (екат.), слязь, простой слязь (Зап. Росс.)» (Н. Д. Голев).

## Ботаническое описание
Листья очерёдные, цельные, лопастные или пильчато-рассечённые.
Цветки обоеполые, сравнительно небольшие, расположены в кистевидно-метельчатом, облиственном соцветии. Подчашие из 6—12 линейных или ланцетных листочков, спаянных в нижней части. Венчик обычно высотой до 20, редко 30 мм, лепестки стянуты в ноготок и у основания шерстисто-волосистые. Тычиночная трубка цилиндрическая, редко голая, а обычно с волосками.
Формула цветка: {\displaystyle \ast K_{6+(5)}\;C_{5}\;A_{0+5+5}\;G_{({\underline {\infty }})}}
.
Плод дробный, из 8—25 одногнёздных плодиков, всегда бескрылых, на спинке выпуклых и обычно с выдающейся продольной жилкой, голые или волосистые. Семена почковидные.

## Значение и применение
В качестве лекарственного растения алтей известен по крайней мере с X века, упоминается в трудах Авиценны.
Корень алтея применяют:
- Как пенообразователь — в пищевой промышленности.
- В медицине и ветеринарии — как отхаркивающее в виде таблеток или сиропа.
  - Мукалтин — смесь полисахаридов, получаемых из алтея лекарственного. Применяется в виде таблеток при заболеваниях дыхательных путей и лёгких.

По народной примете, перед дождём просвирняк закрывает свои головки.

## Классификация

### Виды
По информации базы данных The Plant List, род включает 17 видов:
- Althaea angulata Freyn
- Althaea armeniaca Ten. — Алтей армянский
- Althaea bertramii Post & Beauverd
- Althaea cannabina L. — Алтей коноплёвый
- Althaea chrysantha Sam.
- Althaea damascena Mouterde
- Althaea haussknechtii Baker f.
- Althaea hiri Parsa
- Althaea hirsuta L. — Алтей жестковолосый, или Алтей шершавый
- Althaea × litvinovii Iljin
- Althaea loftusii Baker
- Althaea longiflora Boiss. & Reut.
- Althaea ludwigii L. — Алтей Людвига
- Althaea octaviae Evenari
- Althaea officinalis L. typus[1] — Алтей лекарственный
- Althaea oppenheimii Ulbr.
- Althaea villosa Blatt.

На сайте The Plant List вид Алтей бруссонециелистный (Althaea broussonetiifolia Iljin) указан как синоним вида Алтей армянский (Althaea armeniaca Ten.)

### Таксономия
Род Алтей входит в трибу Malveae подсемейства Malvoideae семейства Мальвовые (Malvaceae) порядка Мальвоцветные (Malvales).
|  |                                      |  |                                                             |                                                             |                     |  | ещё 10 семейств (согласно Системе APG II) | ещё 10 семейств (согласно Системе APG II)   |                                             |  |  |  | ещё 3 трибы (согласно Системе APG II) | ещё 3 трибы (согласно Системе APG II) |                |  |  |  |  |
|  |                                      |  |                                                             |                                                             |                     |  | ещё 10 семейств (согласно Системе APG II) | ещё 10 семейств (согласно Системе APG II)   |                                             |  |  |  | ещё 3 трибы (согласно Системе APG II) | ещё 3 трибы (согласно Системе APG II) | около 17 видов |  |  |  |  |
|  |                                      |  |                                                             | порядок Мальвоцветные                                       |                     |  |                                           |                                             | подсемейство Malvoideae                     |  |  |  |                                       | род Алтей                             |                |  |  |  |  |
|  |                                      |  |                                                             | порядок Мальвоцветные                                       |                     |  |                                           |                                             | подсемейство Malvoideae                     |  |  |  |                                       | род Алтей                             |                |  |  |  |  |
|  | отдел Цветковые, или Покрытосеменные |  |                                                             |                                                             | семейство Мальвовые |  |                                           |                                             | триба Malveae                               |  |  |  |                                       |                                       |                |  |  |  |  |
|  | отдел Цветковые, или Покрытосеменные |  |                                                             |                                                             |                     |  |                                           |                                             |                                             |  |  |  |                                       |                                       |                |  |  |  |  |
|  |                                      |  | ещё 44 порядка цветковых растений (согласно Системе APG II) | ещё 44 порядка цветковых растений (согласно Системе APG II) |                     |  |                                           | ещё 8 подсемейств (согласно Системе APG II) | ещё 8 подсемейств (согласно Системе APG II) |  |  |  | ещё около 70 родов                    | ещё около 70 родов                    |                |  |  |  |  |
|  |                                      |  |                                                             | ещё 44 порядка цветковых растений (согласно Системе APG II) |                     |  |                                           |                                             | ещё 8 подсемейств (согласно Системе APG II) |  |  |  |                                       | ещё около 70 родов                    |                |  |  |  |  |